# فاننكولم (جفنا)
فاننكولم (بالإنجليزية: Vannankulam, Jaffna)‏ هي منطقة سكنية تقع في سريلانكا في المقاطعة الشمالية.